# Dahme (Schleswig-Holstein)
Pour les articles homonymes, voir Dahme.
Dahme est une commune allemande de l'arrondissement du Holstein-de-l'Est, dans le Land de Schleswig-Holstein.

## Géographie
Dahme est une station balnéaire sur la mer Baltique, dans la péninsule de Wagrie, au nord-ouest de la baie de Lübeck.
La Bundesstraße 501 passe à l'ouest de son territoire entre Neustadt in Holstein et Fehmarn.

## Histoire
Dahme est mentionné pour la première fois en 1299.
Wittenwiewerbarg est les restes d'une motte castrale du 13e et 14e siècles. Aujourd'hui il ne reste que la butte.
Le phare de Dahmeshöved est construit en 1878-1879 pour la navigation dans les baies de Lübeck et du Mecklembourg.
De 1957 à 1972, l'armée américaine est présente près du phare, à proximité de l'Allemagne de l'Est.

## Jumelages
- Nysted (Danemark)

## Personnalités liées à la commune
Dans les années 1960, Uwe Johnson s'inspire de ses séjours l'été à Dahme pour son roman Une année dans la vie de Gesine Cresspahl (Jahrestage I-IV). Dans son poème Postbus Dahme, Helmut Heissenbüttel décrit sa rencontre avec le romancier dans sa résidence.
- Friedrich Dahl (1856-1929), zoologue.
- Gerhard Domagk (1895-1964), prix Nobel de médecine.
- Heinrich Plett (1908-1963), directeur de Neue Heimat.
- Hans Koch, fondateur de l'entreprise Hako.
- Tyll Necker (1930-2001), dirigeant d'entreprise et président de la BDI.

## Source, notes et références
- (de) Cet article est partiellement ou en totalité issu de l’article de Wikipédia en allemand intitulé « Dahme (Holstein) » (voir la liste des auteurs).